# Рапира
Рапира (рус. Рапира) образовни је процедурални програмски језик развијен у Совјетском Савезу и уграђиван у Agat computer, PDP-11 клонове (Electronika, DVK, BK серије) and Intel-8080/Z80 клонове (Korvet). То је интерпретерски језик са системом динамичког типа и конструкцијама високог нивоа. Језик је првобитно имао кључне речи на руском језику, а касније је додата и подршка за енглески и молдавски језик. Такође овај језик је био елегантнији и лакши за употребу од тадашњих имплементација програмског језика Паскал.
Рапира је коришћена за учење програмирања у школама у Совјетском Савезу. Програмско окружење је садржало едитор текста као и интегрисан дебагер.
Пример програма који исписује поруку "Здраво свете!!!":
```
ПРОЦ СТАРТ()
    ВЫВОД: 'Привет, мир!!!'
КОН ПРОЦ
```

Исти пример програма, али са кључним речима на енглеском језику:
```
proc start()
     output: 'Hello, world!!!';
end proc
```

Рапира је базирана на језицима попут POP-2 и SETL, уз значајан утицај језика ALGOL.
Због тога је, на пример, Рапира имала веома јак, флексибилан и интересантан тип структура података, такозвану "колону". Заправо, "колоне" у Рапири су хетерогене листе које омогућавају операције попут, индексирања, спајања, рачунања дужине, добијања подлисти, поређења итд.